# Cyklostezka Rolava

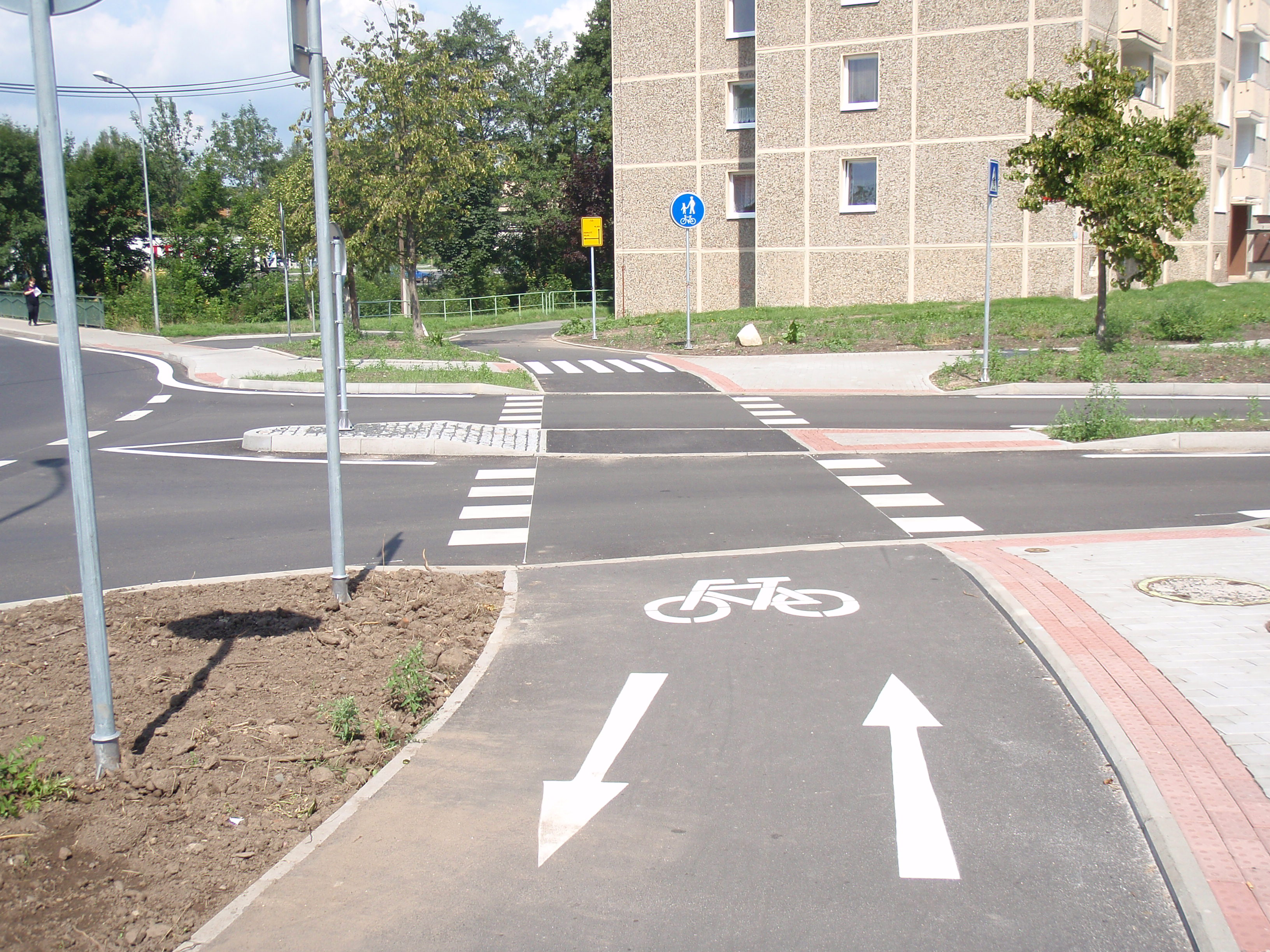
Stezka procházející přes sídliště Rybáře – Čankovská

Cyklostezka Rolava je stezka kopírující tok řeky Rolavy. Cyklotrasa v tomto směru je značená číslem 2009. 

## Popis

### Karlovy Vary

#### Rybáře–Stará Role
Stezka navazuje na krajskou páteřní cyklostezku Ohře. Začíná u Plynárenské lávky, podchází průtah silnice I/6 a proplétá se zástavbou Rybář až k areálu Rolava. Zde stezka pokračuje mezi sídlištěm a řekou, až k přemostění lávkou, která převádí stezku na druhý břeh. V Mlýnské ulici je převedena přes silniční most, kde chybí značení a je zde značně nepřehledná zatáčka. Pokračuje údolím kolem řeky, podchází železniční most tratě 140 a samostatný úsek končí u nádraží Stará Role.

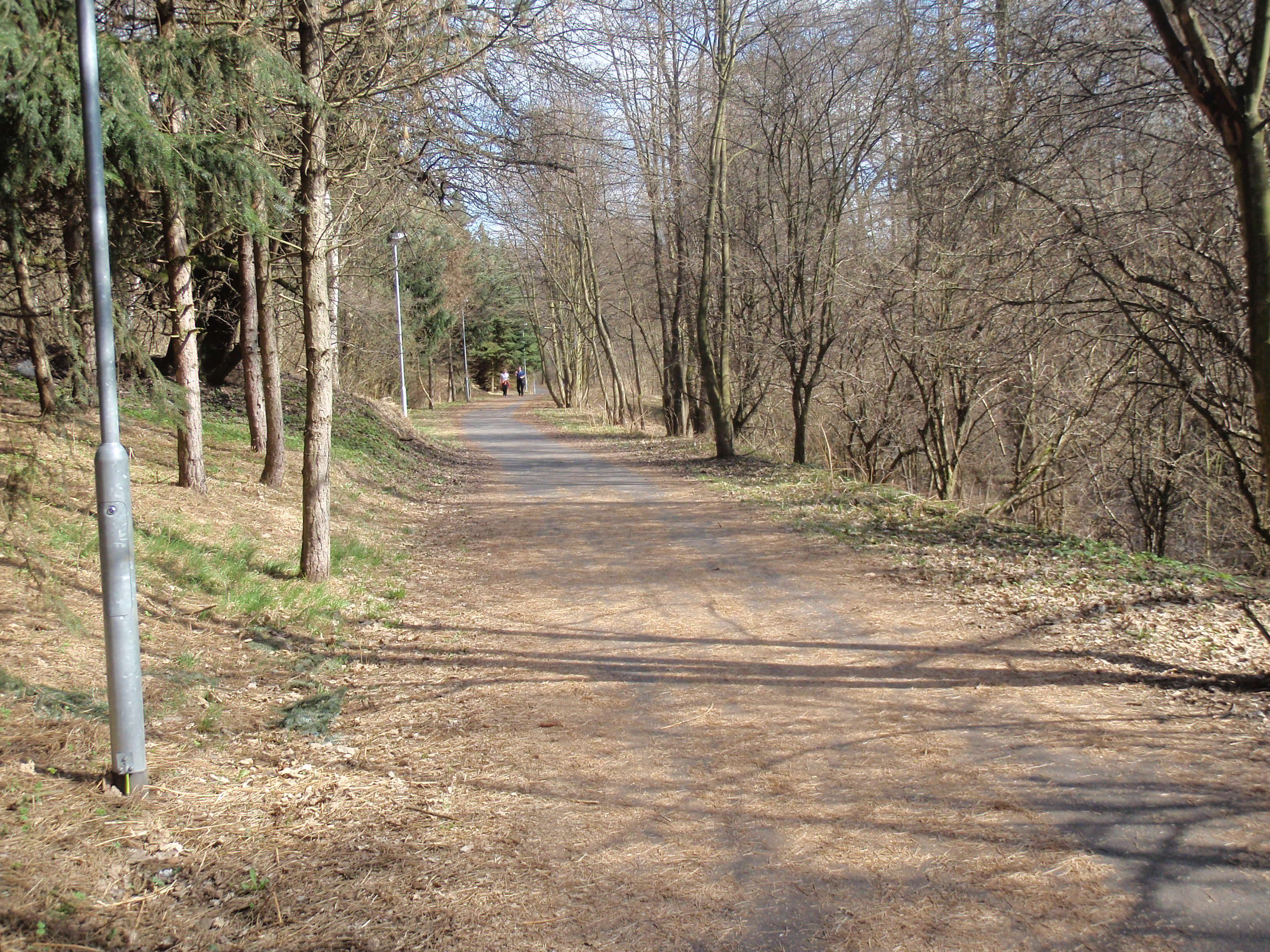
Úsek mezi sídlištěm Rybáře – Čankovská a Starou Rolí

#### Stará Role–Nová Role
Od nádraží chybí úsek pro bezpečný přejezd na stezku v Rolavské ulici. V rámci rekonstrukce ulice Závodu Míru by měl být dokončen a zvýšit bezpečnost cyklistů. Stezka vede klidnou ulicí Rolavská až na konec zástavby, kde končí asfaltový povrch a přechází na štěrkový. Trasa pokračuje jako naučná stezka až k čistírně odpadních vod v Nové Roli.

#### Další úseky
Další úseky cyklostezky jsou v plánu směrem na Nejdek. Přípravu komplikuje velké převýšení a složitý terén.